# 西干沟乡
西干沟乡是中华人民共和国内蒙古自治区锡林郭勒盟多伦县下辖的一个乡。
2012年1月20日，内蒙古自治区人民政府批复同意从大北沟镇划出部分区域，设置西干沟乡，辖河槽子、牛槽洼、马群后沟、大官场、小官场、大耗来沟、牛眼睛、洋盘沟、牛心山、小石砬、大石砬、小河、平甸沟13个村，驻河槽子。

## 行政区划
西干沟乡下辖以下村级行政区划单位：
河槽子村、小官场村、大官场村、小石砬村、大石砬村、平甸沟村、牛槽洼村、大耗来沟村、马群后沟村、牛眼睛村、羊盘沟村、牛心山村和小河村。